# Kermit Cintron
Pour les articles homonymes, voir Kermit.
Kermit Cintron est un boxeur portoricain né le 22 octobre 1979 à Carolina.

## Carrière
Champion d'Amérique du Nord des poids welters NABF en 2004, il devient champion du monde IBF de cette catégorie le 28 octobre 2006 en battant par arrêt de l'arbitre à la 6e reprise Mark Suarez. Cintron conserve son titre jusqu'à sa défaite par KO au 6e round contre Antonio Margarito le 12 avril 2008. Il choisit alors de poursuivre sa carrière en super-welters mais s'incline le 8 mai 2010 contre Paul Williams puis contre Saúl Álvarez le 26 novembre 2011.